# Алестер Гіткот
Алестер Гіткот  (англ. Alastair Heathcote, 18 серпня 1977) — британський веслувальник, олімпійський медаліст.

## Виступи на Олімпіадах
| Олімпіада  | Дисципліна                     | Місце |
| ---------- | ------------------------------ | ----- |
| Пекін 2008 | вісімка розстібна зі стерновим | 2     |